# Heliamphora uncinata
Heliamphora uncinata är en flugtrumpetväxtart som beskrevs av Nerz, Wistuba och A.Fleischm. Heliamphora uncinata ingår i släktet Heliamphora och familjen flugtrumpetväxter. Inga underarter finns listade i Catalogue of Life.